# كيري ساكاموتو
كيري ساكاموتو (بالإنجليزية: Kerri Sakamoto)‏ (1960)؛ روائية كندية.

## روابط خارجية
- كيري ساكاموتو على موقع IMDb (الإنجليزية)
- كيري ساكاموتو على موقع قاعدة بيانات الفيلم (الإنجليزية)